# الروضة (شبوة)

تعديل مصدري - تعديل

الروضة أو روضة آل إسرائيل هي مدينة ومركز مديرية الروضة بمحافظة شبوة اليمنية، بلغ تعداد سكانها 6649 نسمة حسب الإحصاء الذي أجري عام 2004. وسميت بروضة آل إسرائيل نسبة إلى الفقيه إسرائيل بن محمد بن عمر المالكي الخولاني وهو أخ الفقيه علي بن محمد بن عمر المالكي الخولاني صاحب حوطة الفقيه علي.